# K.Flay
Kristine Meredith Flaherty (Wilmette, Illinois; 30 de junio de 1985), conocida artísticamente como K.Flay, es una cantante, compositora, rapera y música estadounidense. Su álbum debut Life as a Dog fue lanzado en 2014, alcanzando el n.º 2 en Billboard en la lista de "Heatseekers Albums" y el 14 en la lista Billboard's Rap Albums. En 2016, firmó un contrato con Interscope Records como el primer artista de la marca Night Street Records de Dan Reynolds. Fue nominada en los Premios Grammy de 2018 en la categoría de Mejor Arreglo Musical, de música no clásica (por Every Where Is Some Where), y Mejor Canción de Rock (por "Blood in the Cut").

## Comienzos
Kristine Meredith Flaherty nació en Wilmette, Illinois, el 30 de junio de 1985. Cuando tenía siete años, sus padres se divorciaron. Su madre volvió a casarse poco después, trayendo consigo una extensa familia adoptiva. K.Flay se ha descrito a sí misma como poco femenina durante su infancia, prefiriendo ropas holgadas y rechazando ''las cosas de chicas''. Cuando tenía 14 años, su padre falleció; muchas de sus canciones son un tributo a él. En 2003, ingresó en la Universidad de Stanford, para estudiar un doble grado en psicología y sociología. Según Flaherty, muchas de las personas que conoció durante su tiempo en Stanford influenciaron su estilo musical.

## Carrera

### 2003–2013: Material autopublicado y RCA Records

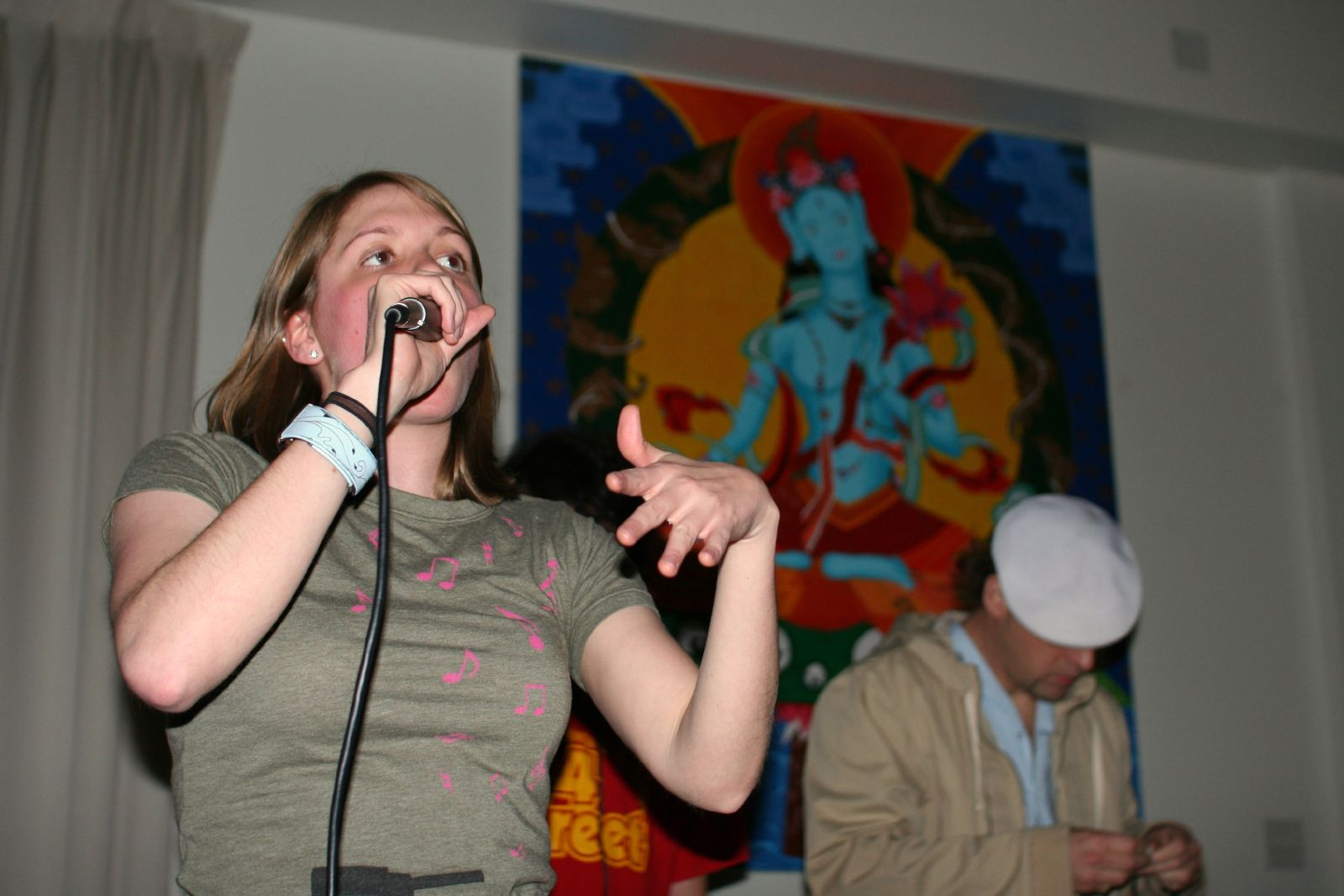
K.Flay rapeando en la Universidad de Stanford en abril de 2007

K.Flay comenzó su carrera musical en 2003, con la firme creencia de que la mayoría de éxitos de hip hop que sonaban en la radio eran "simples, misóginos y predecibles". Después de presumir frente a unos amigos de que ella misma podría escribir este tipo de canciones, compuso "Blingity Blang Blang", que ha descrito como "una parodia de bajo presupuesto de rap, que contenía un montón de obscenidades". Tras escribir e interpretar la canción, Flaherty se dio cuenta de que le divertía componer y grabar música. Continuó experimentando con hasta lanzar un mixtape llamado Suburban Rap Queen en 2005, que produjo enteramente en su portátil.
En 2010, K.Flay publicó un EP con su mismo nombre, y en 2011 el mixtape I Stopped Caring in '96, que más tarde señalaría como el punto de inflexión de su carrera. K.Flay firmó con RCA Records en 2012, lanzando dos EPs: Eyes Shut en 2012, con canciones producidas por Liam Howlett, de la banda británica The Prodigy, y What If It Is en 2013. Se separó de RCA Records en 2013 por diferencias creativas. Al abandonar RCA Records, dejó atrás más de 60 canciones que había escrito durante la vigencia del contrato, pero cuyos derechos ya no poseía. K.Flay ha descrito su tiempo con RCA Records de forma similar a "un desafortunado matrimonio".

### 2014–2015:Life as a Dog

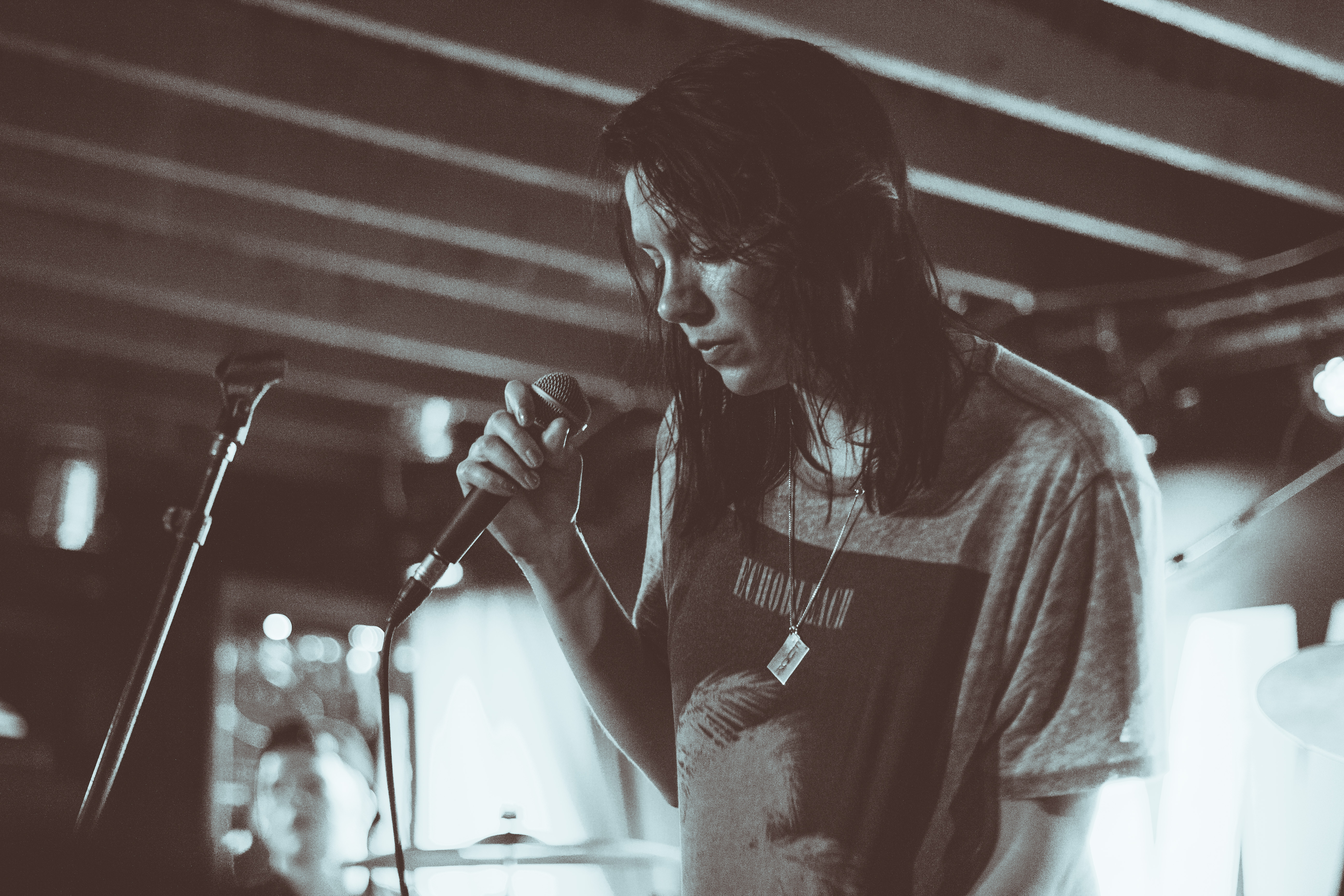
K.Flay en julio de 2014

A finales de abril de 2014, K.Flay anunció el lanzamiento de su álbum Life as a Dog, ofreciendo a los fanes la posibilidad de pedirlo por adelantado vía PledgeMusic, alcanzando el 196% de su meta inicial. Ella quería que el proyecto fuese "DIY (hazlo tu mismo) y automotivado". Fue grabado y producido en Nueva York, Los Ángeles y San Francisco.
Life as a Dog fue lanzado de manera independiente el 10 de junio de 2014. El álbum llegó al puesto número 14 de la lista Billboard Rap Albums y al número 2 en la lista Billboard Heatseekers.
K.Flay también actuó en el Warped Tour en 2014, y dijo de la experiencia: "fue casi como un ejercicio para convertirse en mejor intérprete".
En 2015, K.Flay colaboró con Louis the Child en la canción "It's Strange". El sencillo fue alabado por Taylor Swift, que lo añadió a su lista "Songs That Will Make Life Awesome" (Canciones que hacen la vida genial), y apareció en la banda sonora del FIFA 16. La canción alcanzó el número 38 de la lista Billboard Hot Dance/Electronic Songs.

### 2016–2018:Crush MeyEvery Where Is Some Where

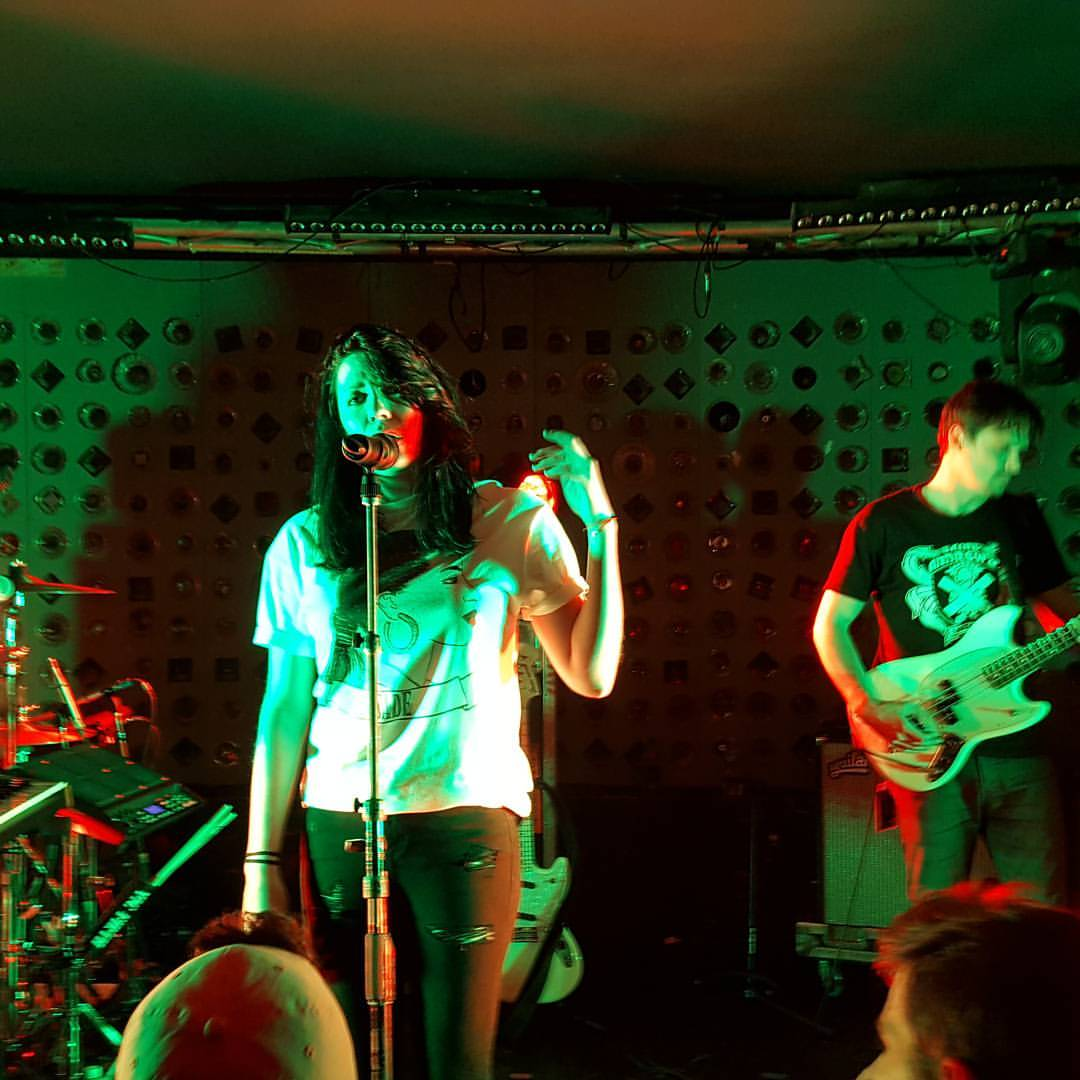
K.Flay en noviembre de 2016

El 25 de marzo de 2016, K.Flay lanzó su sencillo "FML".
Más tarde, ese mismo año, el 9 de agosto de 2016, anunció que había firmado con Night Street Records, una división de Interscope Records. Su EP Crush Me fue lanzado 10 días después, el 19 de agosto. La canción del EP "Blood in the Cut" aparece en la banda sonora de xXx: Return of Xander Cage, de la serie original de Netflix BoJack Horseman (temporada 4, episodio 6), y en un anuncio de 2017 de la NFL.
El álbum Every Where Is Some Where se publicó el 7 de abril de 2017. El primer sencillo, "High Enough", había sido lanzado en marzo del mismo año. En septiembre de 2017 K.Flay publicó el libro Crush Me, una compilación de notas recibidas de sus fanes.
En los Premios Grammy de 2018, "Blood in the Cut" recibió una nominación a Mejor Canción Rock y Every Where Is Some Where fue nominado por Mejor Arreglo Musical, de música no clásica .

### 2019-2021:Solutions
El 1 de marzo de 2019, K.Flay anunció que estaba trabajando en su tercer álbum de estudio, y lanzó el vídeo de la letra de su primer sencillo, "Bad Vibes". El 19 de marzo, el video oficial de "Bad Vibes" fue publicado. El 29 de abril K.Flay reveló que el nuevo álbum se titularía Solutions y anunció el tour. El álbum fue publicado el 12 de julio de 2019.
En 2021, aparece en la banda sonora de la película The Suicide Squad con la canción "Bad memory".

## Estilo musical e influencias
K.Flay ha citado a Lauryn Hill, M.I.A., Missy Elliott, Metric, Cat Power, Liz Phair, Garbage, Royal Blood, Tame Impala, Shlohmo, OutKast, y Jeremih como sus influencias. Ella ha descrito su sonido como "desafiante al género" y que toma elementos del pop lo-fi y del hip hop, con un fuerte componente indie.

## Vida personal
Flaherty ha hablado de ser bisexual en entrevistas y en canciones. Estuvo en una relación con la cantautora Miya Folick en  junio de 2018.

## Discografía
Álbumes de estudio
- 2009: Single and Famous
- 2014: Life as a Dog
- 2017: Every Where Is Some Where
- 2019: Solutions
- 2022: Inside Voices / Outside Voices
- 2023: MONO

EP'S
- 2005: Suburban Rap Queen
- 2009; MASHed Potatoes
- 2010; K.Flay - EP
- 2011; Little Bit Crazy
- 2011; I Stopped Caring in '96
- 2012: Eyes Shut
- 2013; West Ghost
- 2013; What If It Is